# Senoculus guianensis
Espèce
Senoculus guianensis est une espèce d'araignées aranéomorphes de la famille des Senoculidae.

## Distribution
Cette espèce est endémique du Guyana.

## Étymologie
Son nom d'espèce, composé de guian[a] et du suffixe latin -ensis, « qui vit dans, qui habite », lui a été donné en référence au lieu de sa découverte, le Guyana.

## Publication originale
- Caporiacco, 1947 : Diagnosi preliminari de specie nuove di aracnidi della Guiana Brittanica raccolte dai professori Beccari e Romiti. Monitore Zoologico Italiano, vol. 56, p. 20-34.